# Green Law (Pentland Hills)
Der Green Law ist ein 525 m hoher Hügel in der Kette der Pentland Hills. Er liegt im Westen der schottischen Council Area Midlothian an der Ostflanke im Zentrum der rund 25 km langen Hügelkette. Der Weiler Carlops befindet sich rund 3,5 Kilometer südlich; die Kleinstadt Penicuik 6,5 km nordöstlich. Rund 1,5 Kilometer südwestlich wurde das North Esk Reservoir aufgestaut. Die Nachbarhügel sind der Cap Law und der Braid Law im Nordosten, der Spittal Hill im Süden sowie der Cock Rig im Westen. Grasbewuchs bedeckt den Green Law. In seinem Namen wird auf die resultierende grüne Färbung Bezug genommen. Der Hügel wurde im Zeitalter des Silur gebildet.

## Umgebung
Spuren landwirtschaftlicher Nutzung sind entlang des Baches Gutterford Burn, der zwischen Cock Rig und Green Law fließt zu finden. Darunter sind Überreste von landwirtschaftlichen Gebäuden die teilweise bis in die Mitte des 19. Jahrhunderts genutzt wurden. Die Überreste der Gutterford Farm ist ein gutes Beispiel für die Bedeutung der Schafzucht in den Pentland Hills in den vergangenen Jahrhunderten.
Auf dem Grat zwischen Green Law und Braid Law war einst ein Kreuz aufgerichtet. Nachdem sich zu Beginn des 19. Jahrhunderts noch dessen zerstörter, ornamentierter Schaft an Ort und Stelle befunden hatte, ist heute nur noch die rund 1 m × 70 cm messende Bodenplatte erhalten.